# 春日佑芳
春日 佑芳（かすが ゆうほう、1929年 - ）は、日本の哲学研究者、防衛大学校名誉教授。道元とヴィトゲンシュタインを研究。

## 来歴
福島県伊達郡国見町の安養寺に生まれる。海軍兵学校を経て、東京大学文学部倫理学科卒業。防衛大学校助教授、教授、1994年定年、名誉教授、駒澤大学教授。2000年退職。

## 著書
- 『道元の思想 『正法眼蔵』の論理構造』ぺりかん社 1976
- 『日本的心情論の構造』ぺりかん社 1981
- 『ヴィトゲンシュタイン 哲学から宗教へ』ぺりかん社 1985
- 『道元とヴィトゲンシュタイン』ぺりかん社 1989
- 『道元 正法眼蔵の言語ゲーム』ぺりかん社 1992
- 『新釈正法眼蔵』ぺりかん社 1995
- 『新釈永平広録』ぺりかん社 1998
- 『正法眼蔵を読む』全6巻 ぺりかん社 1999-2000

## 参考
- 春日佑芳教授略歴・著書 (春日教授、乾教授退官記念号) 防衛大学校紀要 人文科学分冊 1994-03